# 舒沙
舒沙是位於纳戈尔诺-卡拉巴赫的阿塞拜疆市鎮，舒沙區的首府，位於漢肯德西南。這裡位於卡拉巴赫山區，海拔1400–1800米，在蘇聯時代成為山區度假村。
多數資料表示舒沙建於1750年代，由卡拉巴赫汗國的開國君主帕那·阿里汗建立，同時還建造了舒沙堡。這是帕那·阿里汗與當地亞美尼亞親王（melik）、瓦兰达（Varanda）的梅利克·沙纳扎結盟的成果。在這些文獻中，鎮名的起源據稱是附近一個叫Shushikend（Shosh）的亞美尼亞人村落。另外還有資料表示舒沙在1720年代成為自治的亞美尼亞小國卡拉巴赫公國的重要中心，還有指高原上已經有古代的亞美尼亞人堡壘。從18世紀中到1822年，這裡是卡拉巴赫汗國的首都。經過19世紀上半俄羅斯南侵高加索打敗伊朗卡扎爾王朝，這裡成為南高加索的文化中心。在19世紀，該鎮的規模不斷擴大，成為一座城市，是許多亞美尼亞和阿塞拜疆知識分子、詩人、作家和音樂家（包括阿塞拜疆族吟遊詩人（ashiks）、木卡姆（mugham）歌手和科布扎（kobuz）演奏者）的家園。
該鎮對兩者皆有宗教、文化與戰略重要性。舒沙通常被看作阿塞拜疆詩樂的搖籃，是阿塞拜疆文化的領頭中心。舒沙也擁有一些亞美尼亞使徒教會教堂，包括圣救主主教座堂和施洗者圣约翰教堂（Kanach Zham），而且充當納卡地區與亞美尼亞的聯繫接點。這聯繫依賴著西面的拉欽走廊。在整個現代史，舒沙都是亞美尼亞人和阿塞拜疆人並存的混族市鎮。最早的人口數據是在1823年，表示阿塞拜疆族佔多數，後來亞美尼亞族人口逐年爬升，使亞美尼亞族成為大多數，直到1920年舒沙大屠殺。這場屠殺，阿塞拜疆軍隊摧毀了亞美尼亞人那一半的城區，導致逾20000亞美尼亞族居民死亡或離散。
納戈爾諾-卡拉巴赫衝突期間，該鎮遭遇重大破壞和人口銳減。第一次納戈爾諾-卡拉巴赫戰爭期間，亞美尼亞軍於1992年奪得了舒沙，鎮內阿塞拜疆人逃離了，而市鎮的大部分被破壞。 1992年5月至2020年11月，舒沙「事實上」由自立的阿爾察赫共和國控制，並作為舒沙省的行政中心。2020年11月8日，在2020年纳戈尔诺-卡拉巴赫战争期间，阿塞拜疆部队经过三天的战斗佔領了舒沙。鎮內的亞美尼亞人逃離，多起報導稱該市的亞美尼亞文化遺產遭到了破壞。
2006年人口18,700人。

## 詞源
多個歷史學家相信舒沙源於新波斯語「Shīsha」（玻璃杯、水瓶）。根據《Oxford Concise Dictionary of World Place-Names》，當伊朗統治者阿迦·穆罕默德汗領兵到該鎮，據說他向伊布拉希姆·哈里汗說

上帝正在把石頭倒在你的頭上。那時你們不要坐在你的玻璃堡壘裡。

舒沙原名是「帕那哈巴德」（Panahabad），帕那之城，紀念卡拉巴赫汗國的開國君主帕那·阿里汗。
根據出版於俄羅斯帝國末年的《布羅克豪斯和葉夫龍百科詞典》，該鎮名稱來自附近的Shushikend村（亞美尼亞語叫「Shosh」），用阿塞拜疆語直譯就是指「舒沙村」。另一邊廂，亞美尼亞歷史學家利奧（1860–1932）認為它更有可能是Shosh村取名於舒沙堡，他相信舒沙是更早的定居點。
根據亞美尼亞資料，舒沙可能源自亞美尼亞方言詞「shosh」/「shush」（亞美尼亞語：շոշ/շուշ），意思是樹發芽或引申義，高處，最早用於附近的Shosh或舒沙本身。一個民間流傳的說法是「shosh」在卡拉巴赫方言的另一個字義，引申自俄語「шоссе」，指街道或高速公路。不過這並不大可能，因為舒沙和Shosh的名稱遠早於俄語對亞美尼亞語的影響。在15世紀亞美尼亞手稿中首次書面提及舒沙時，該名稱被記錄為「Shushu」。除了常用的亞美尼亞語名Shushi以外，歷年來該鎮在亞美尼亞語有許多不同的叫法，包括「Shoshi/Shushva Berd」、「Shoshi Sghnakh」、「Shoshvaghala」，全部指「Shosh/舒沙要塞」；當地也曾經簡單被稱為「Kala/Ghala」，即要塞。其他古代名稱包括「Shikakar Berd」（紅石堡），「Karaglkhi Sghnakh」（石上要塞），或純粹叫「Kar」（「石頭」，相對於對面的村莊Karintak（达沙尔特），「石頭下」）。

## 歷史

### 建立

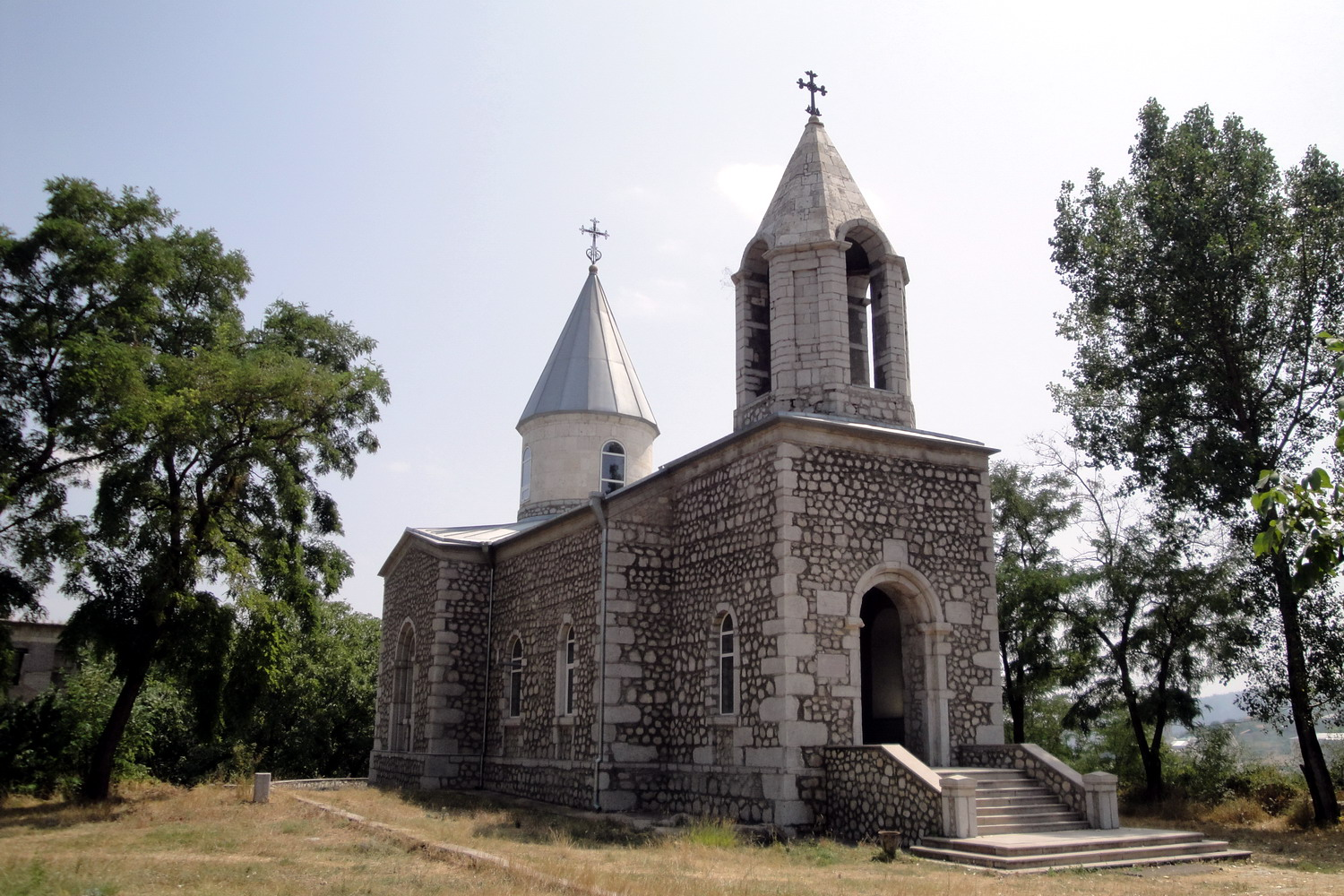
施洗者聖約翰教堂（Kanach Zham），建於1818年。

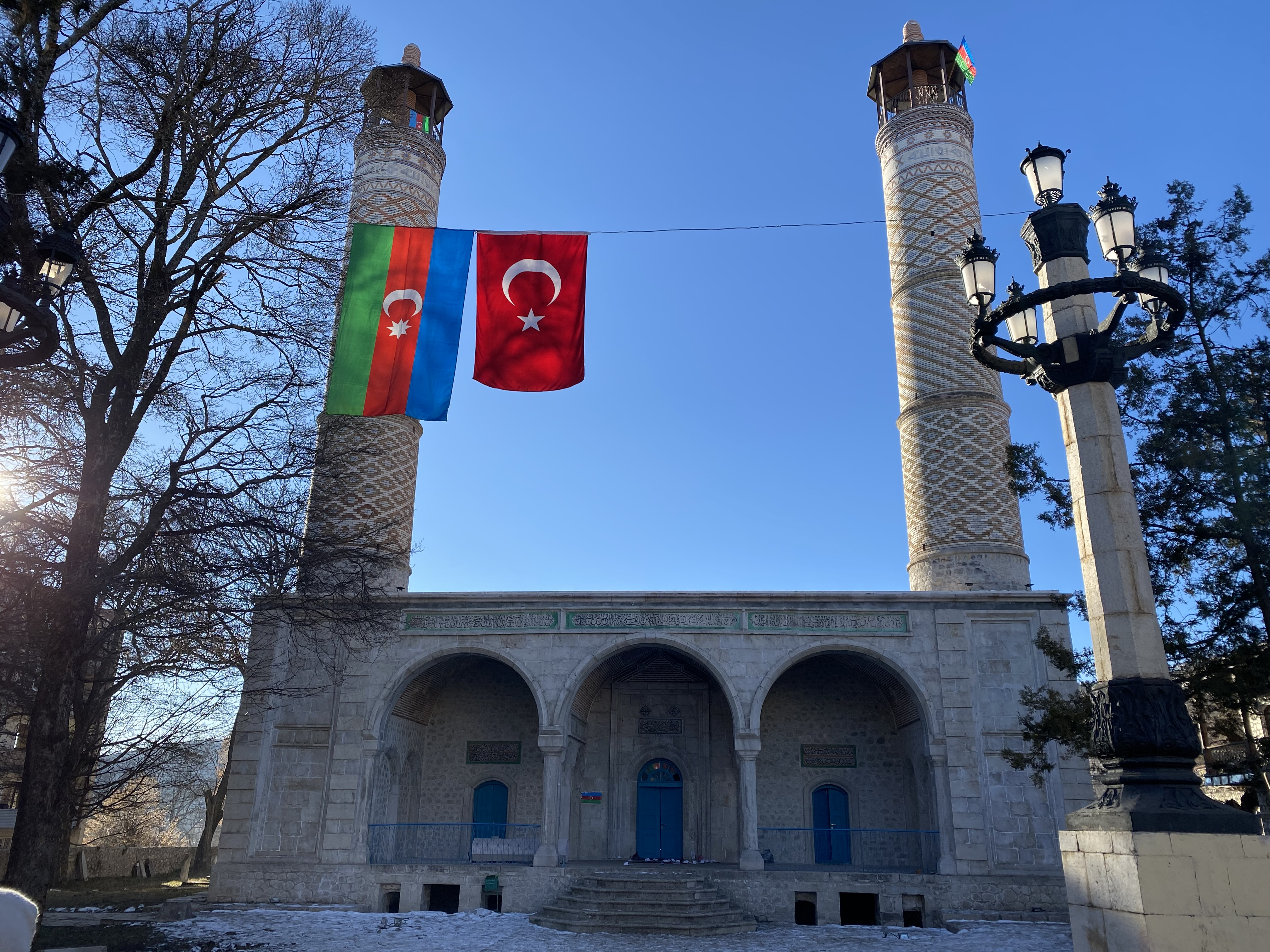
尤卡里·戈瓦尔·阿加清真寺，1885年落成。

舒沙聚落的第一次記載是在15世紀的亞美尼亞福音書（現存於梅斯羅普·馬什托茨寫本研究所，編號8211），它提及到「Shushu村」。該福音書由抄寫員兼藝術家Ter-Manuel於1428年寫成，是已知該鎮最早的文物。
根據多份史料，一個叫Shosh的聚落是古時亞美尼亞瓦蘭達親王國的要塞，由梅利克-沙納扎里安家族持有。據說它是一個東亞美尼亞軍區，「sghnakhs」，的戰略性要塞，在1720至30年代亞美尼亞抵抗鄂圖曼帝國入侵南高加索時發揮關鍵作用。
凱瓦·切萊比（Kehva Chelebi）是一位早期的亞美尼亞民族活動家，與卡拉巴赫親王和俄羅斯當局保持聯繫。他在1725年的一份報告中將舒沙描述為一座城鎮和一座堡壘：
|  | … 最接近的亞美尼亞要塞 … 是舒沙。舒沙與沙馬基共四天路程。阿文·尤兹巴希（Avan Yuzbashi）與他指揮的亞美尼亞武裝守備著它。在會見亞美尼亞領導，包括牧首之後，他們經沙馬基回到傑爾賓特。聳山巨石圍繞著舒沙鎮。亞美尼亞武裝的人數尚未確認。有傳言說亞美尼亞人已經在卡拉巴赫的無數衝突中打敗過突厥人 … |

19世紀格魯吉亞學者亚历山大·萨加里的著作《Letters and other historical documents of the 18th century regarding Georgia, Vol. 1》包含一封1769年格魯吉亞國王希拉克略二世發給俄羅斯外交官彼得·帕寧的信，表示「有一座Khamsa（卡拉巴赫）親王國境內的古老堡壘」遭到「征服，用計征服」，征服者是「一位賈萬希爾部族（Javanshir）的回教徒。」同樣是關於該「古老」堡壘的消息得到二次文獻，俄羅斯元帥亞歷山大·蘇沃洛夫給格里高利·普譚金的信的確認。蘇沃洛夫寫道，亞美尼亞親王瓦蘭達的梅利克·沙納扎把他的堡壘「Shushikala」（舒沙堡）放棄了，交給了「某一個叫『帕那』的人」，他說這個人「居住在卡拉巴赫邊界附近的一個不重要的遊牧穆斯林的首領。」當提及18世紀的卡拉巴赫和舒沙，俄國外交官兼歷史學家布罗涅夫斯基（S.M. Bronevskiy）在他的「歷史筆記」寫道，舒沙堡本來是梅利克-沙納扎里安家族的財產，為了防範其他的亞美尼亞卡拉巴赫親王國而交給了帕那·阿里汗。俄國歷史學家巴特科夫（P. G. Butkov；1775–1857）寫道，梅利克-沙納扎里安的親王在達成聯盟後把「舒沙村」交給了帕那·阿里汗，而帕那·阿里汗鞏固了村莊。傳教士約瑟夫·沃爾夫（1795–1862）在中東傳道期間，到訪了「Shushee（舒沙），在亞美尼亞大部的卡拉巴赫省」。

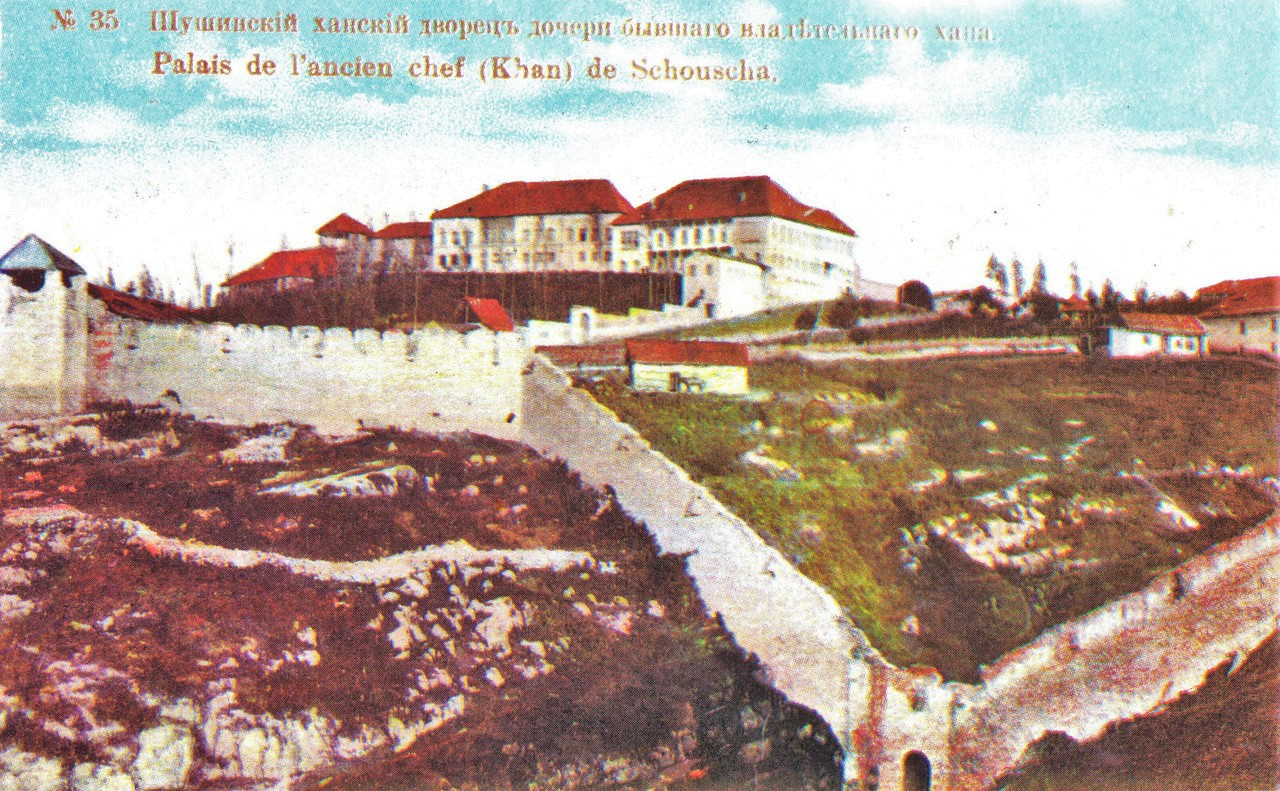
納塔萬宮，庫爾希德巴努·納塔萬是卡拉巴赫汗國末代統治者的女兒，攝於19世紀末20世紀初

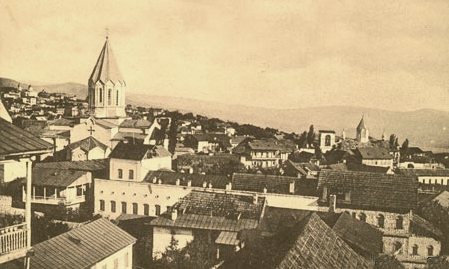
舒沙的亞美尼亞人居住區 – 背景有聖救主主教座堂 – 攝於20世紀初，1920年被阿塞拜疆軍隊摧毀之前

阿塞拜疆族的史料，包括米爾扎·賈馬爾·賈萬希爾（Mirza Jamal Javanshir Qarabaghi）、米爾扎·阿迪格薩爾·貝伊、阿巴斯古盧·巴基哈諾夫和米爾扎·優素福·涅爾塞索夫，都把市鎮的建立時間定於1750年–1752年（其他史料就是1756年–1757年），由卡拉巴赫汗國的開國君主帕那·阿里汗·賈萬希爾（1748–1763年在位）建立。該汗國管轄納戈爾諾-卡拉巴赫的高地和低地。18世紀中葉建城的論述得到第2版《伊斯蘭百科全書》 和《布羅克豪斯和葉夫龍百科詞典》支持。
根據米爾扎·賈馬爾·賈萬希爾的波斯語著作《卡拉巴赫史》，卡拉巴赫18-19世紀歷史上最重要的編年史之一，卡拉巴赫貴族商議伊朗入侵的危險並向帕那·阿里汗建議：「我們必須在這些不能攀越的山建立不能侵犯且不能奪取的堡壘，使到沒有強敵能拿下。」瓦蘭達的梅利克·沙納扎，第一位歸順帕那·阿里汗的亞美尼亞親王兼忠實盟友，提議了一個地方去興建堡壘。就這樣，帕那哈巴德——舒沙就建立了。
根據米爾扎·賈馬爾·賈萬希爾的說法，帕那·阿里汗興建堡壘之前，當地沒有任何建築，鄰近村落Shoshi將其用作農田和牧場。帕那汗把沙布拉格（Shahbulag）和附近村落的人口遷入舒沙，並建造強大的防禦工事。
另一種說法是亞美尼亞小說家和歷史學家拉菲（1835年–1888年）在他的作品《卡姆薩親王》中提出的，他聲稱在帕那·阿里汗到來之前，舒沙所在的地方是荒涼和無人居住的。他表明：「（帕那·阿里汗和瓦蘭達的梅利克·沙納扎）不久完成（堡壘的）工程（1762年），然後從附近的村莊Shosh (Շոշ)，又稱Shoshi或Shushi，把亞美尼亞人遷過來堡壘。」
舒沙原名是「帕那哈巴德」（Panahabad），以帕那·阿里汗命名。帕那·阿里汗之子易卜拉欣·哈利勒·汗在位年間（1763年–1806年），城鎮得到現名，得名於附近的村莊「Shushikent」 （阿塞拜疆語直譯過來就是「舒沙村」）又稱為「Shosh」。

### 與卡扎爾王朝衝突

19世紀地圖

雖然帕那·阿里汗早已與伊朗沙阿納迪爾沙有衝突，新沙阿阿迪爾·沙阿仍然頒令承認帕那·阿里為卡拉巴赫汗王。舒沙建城不足一年，伊朗的王位競爭者穆罕默德·哈桑汗·卡扎爾（Mohammad Hasan Khan Qajar）就起兵攻打卡拉巴赫汗國。萨非王朝年間，卡拉巴赫汗國有將近兩世紀被卡扎爾部族（突厥人背景）之下的齊亞德-奧格魯家族（Ziyad-oglu）統治，所以穆罕默德·哈桑汗將卡拉巴赫視為他可繼承的領地。
穆罕默德·哈桑汗圍攻舒沙（當時仍叫帕那哈巴德），但不久就撤退了，因為他的領土遭到他的主要敵人卡里姆汗·贊德攻擊。他撤退得狼狽不堪，連大炮也遺留在舒沙堡牆外。帕那·阿里汗反擊撤退的穆罕默德·哈桑汗軍隊，一度攻下阿拉斯河對面的阿爾達比勒。
1756年（或1759年），舒沙和卡拉巴赫汗國再次受到攻擊。烏爾米耶統治者法塔利汗·阿夫沙爾（Fath-Ali Khan Afshar）帶著3萬大軍進犯，還得到賈伯德（Jraberd）和塔雷什（古里斯坦）兩親王的支持，但瓦蘭達的親王梅利克·沙納扎繼續支持帕那·阿里汗。圍城戰持續六個月，最終法塔利汗也要撤退。
卡里姆汗控制了伊朗的大部分之後，要求帕那汗來到設拉子（首都），帕那汗淪為人質度過餘生。帕那汗兒子易卜拉欣·哈利勒·汗被送回去卡拉巴赫擔當總督。在他的領導下，卡拉巴赫汗國成為強國，舒沙也隨之成長。據在18世紀末19世紀初到訪舒沙的旅客說，該鎮有大約2000座房屋和大約10000人口。

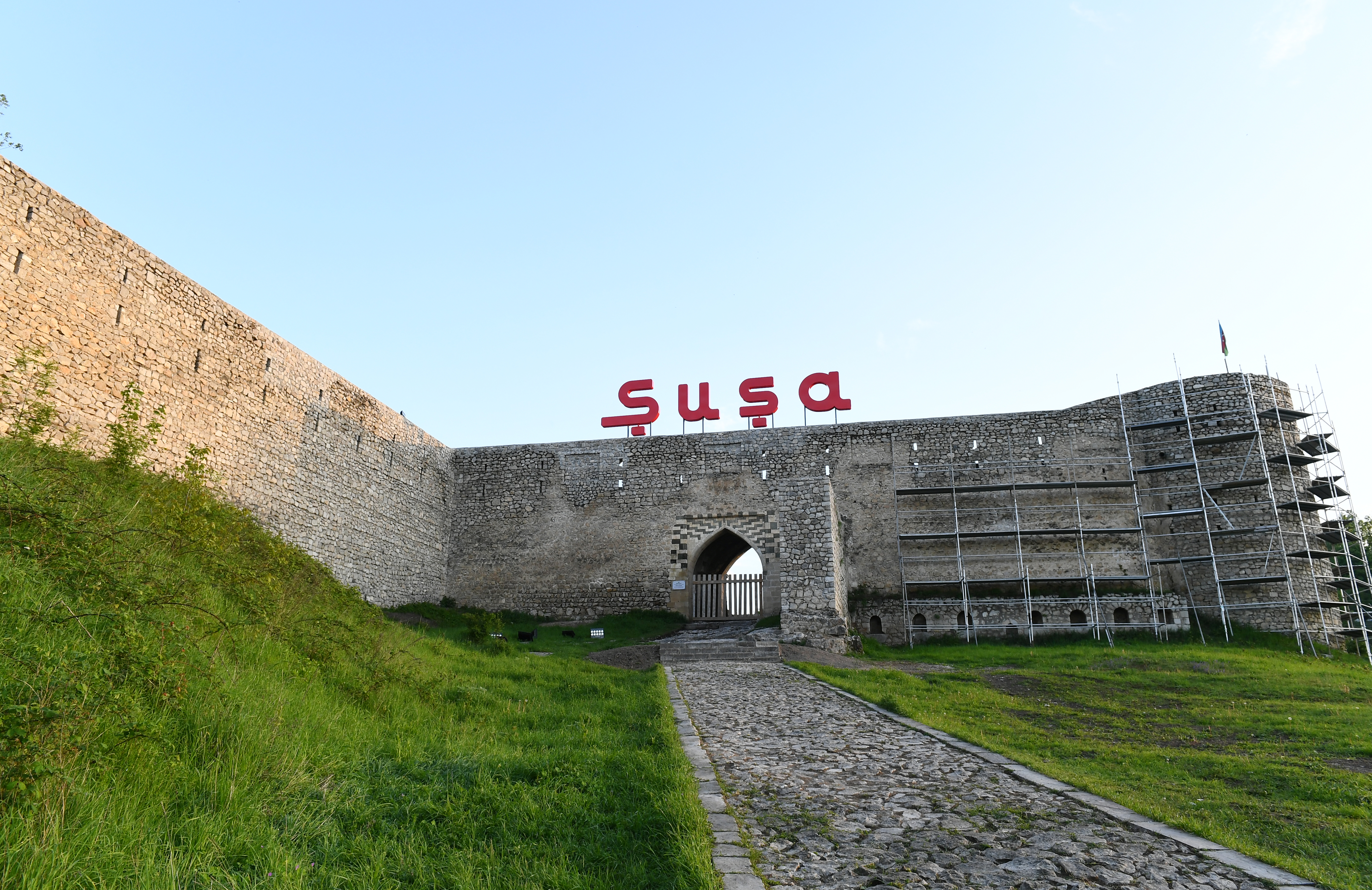
2021年時的舒沙堡

1795年夏，舒沙遭遇1752年攻打過舒沙的穆罕默德·哈桑汗之子阿迦·穆罕默德汗的主要攻勢。阿迦·穆罕默德汗·卡扎爾的目的是結束伊朗的國土分裂，並重建舊時萨非王朝的大一統狀態。早於1795年初，他已經平定伊朗內地並馬上準備把整個高加索地區併入伊朗。為此他都想自稱伊朗沙阿（國王）。但是按照萨非王朝的傳統，沙阿需要在加冕前控制整個南高加索和達吉斯坦。所以，卡拉巴赫汗國及其高度設防的首都舒沙，就是第一個和重大的障礙。
阿迦·穆罕默德汗·卡扎爾越過阿拉斯河後，利用中央部隊的7萬大軍圍攻舒沙。右翼和左翼分別被派往臣服希爾凡-達吉斯坦和葉里溫。1795年7月8日至8月9日，阿迦·穆罕默德汗親自率領主力軍的中央部隊圍攻舒沙。易卜拉欣·哈利勒·汗動員群眾作長期防守。舒沙兵員達到15000人。婦女也上陣了。卡拉巴赫的亞美尼亞人也積極參與對抗伊朗，與汗國的穆斯林人口並肩作戰，聯合埋伏於山頭和森林。
圍城戰持續33天，攻城失敗的阿迦·穆罕默德汗決定暫停攻城，轉為進軍第比利斯。儘管進行了絕望的抵抗，但第比利斯還是被佔領並遭受了前所未有的破壞。經過內部討論，易卜拉欣汗還是向阿迦·穆罕默德汗投誠了，包括會定期進貢和交出人質，儘管卡扎爾軍隊仍然被拒絕進入舒沙。由於主要目標是格魯吉亞，穆罕默德汗暫時願意通過該協議確保卡拉巴赫的安全，因為他和他的軍隊隨後要打得更遠。
1797年，阿迦·穆罕默德成功地重新征服了格魯吉亞和更廣泛的高加索地區，並且到那個時候已經成功地按照納迪爾沙同樣的傳統在附近的穆甘平原（現在由阿塞拜疆共和國和伊朗共享）宣布自己為沙阿，就決定對卡拉巴赫進行第二次攻勢。
為了報復上次慘敗的恥辱，卡扎爾破壞了舒沙鄰近的村落。舒沙人口尚未從1795年攻勢中恢復、而且經歷了三年嚴重旱災。敵方的炮擊也造成守城人員重大傷亡。於是，1797年，阿迦·穆罕默德沙阿成功奪取舒沙，而易卜拉欣·哈利勒·汗就逃亡達吉斯坦。
然而，攻下城鎮幾天後，阿迦·穆罕默德汗就在鎮內莫名其妙被自己的侍衛殺了。易卜拉欣·哈利勒·汗回到舒沙並下令厚葬沙阿，等待其侄子和王儲巴巴汗，之後的法特赫-阿里沙阿的指示。易卜拉欣汗為了與德黑蘭保持和平關係，保住卡拉巴赫汗的地位，就讓女兒阿格·貝戈姆（阿迦巴吉）成為新沙阿的妻子之一。

### 俄羅斯帝國內
自19世紀初，俄羅斯的領土野心投向高加索，與伊朗卡扎爾王朝和鄂圖曼土耳其的衝突日增。1801年併吞格魯吉亞後，接下幾年部份汗國成為俄國的保護國。1804年，俄國將軍帕維爾·齊賈諾夫領兵直接攻打伊朗卡扎爾王朝，開始了1804年－1813年的俄羅斯－波斯戰爭。戰爭期間，卡拉巴赫汗國與俄羅斯帝國達成協議，俄羅斯將獲得卡拉巴赫。基於當時仍在戰爭，俄羅斯無暇鞏固卡拉巴赫，協議並未徹底得到落實。

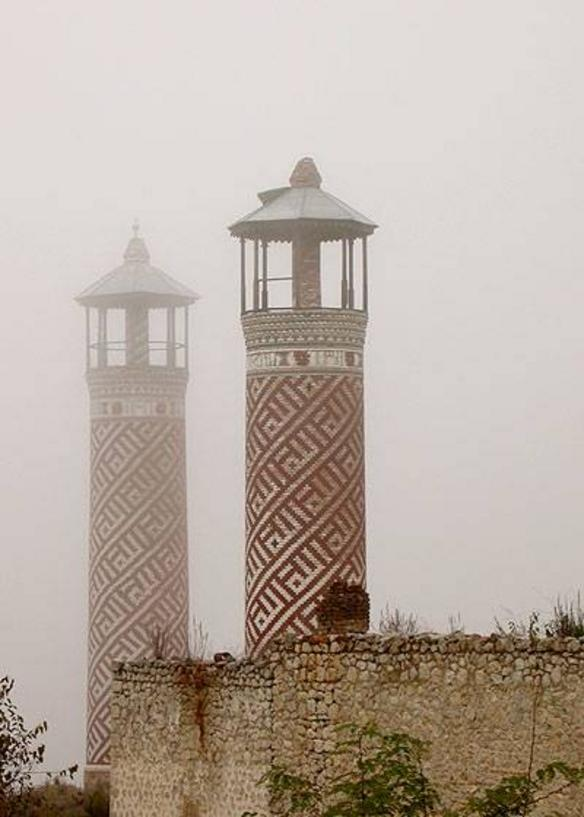
阿沙吉·戈瓦爾·阿加清真寺，1876年開放

1813年《古利斯坦條約》，伊朗被迫承認包括卡拉巴赫汗國在內的高加索諸汗國歸俄羅斯所有，範圍從今天達吉斯坦到阿塞拜疆共和國大部分，同時還正式割讓格魯吉亞。伊朗失去了高加索的主要領土。這樣，俄羅斯才鞏固對卡拉巴赫的統治。俄羅斯對卡拉巴赫和伊朗高加索失土的絕對控制在1826年－1828年的俄羅斯－波斯戰爭戰果和1828年《土庫曼恰伊條約》簽訂之下確立。

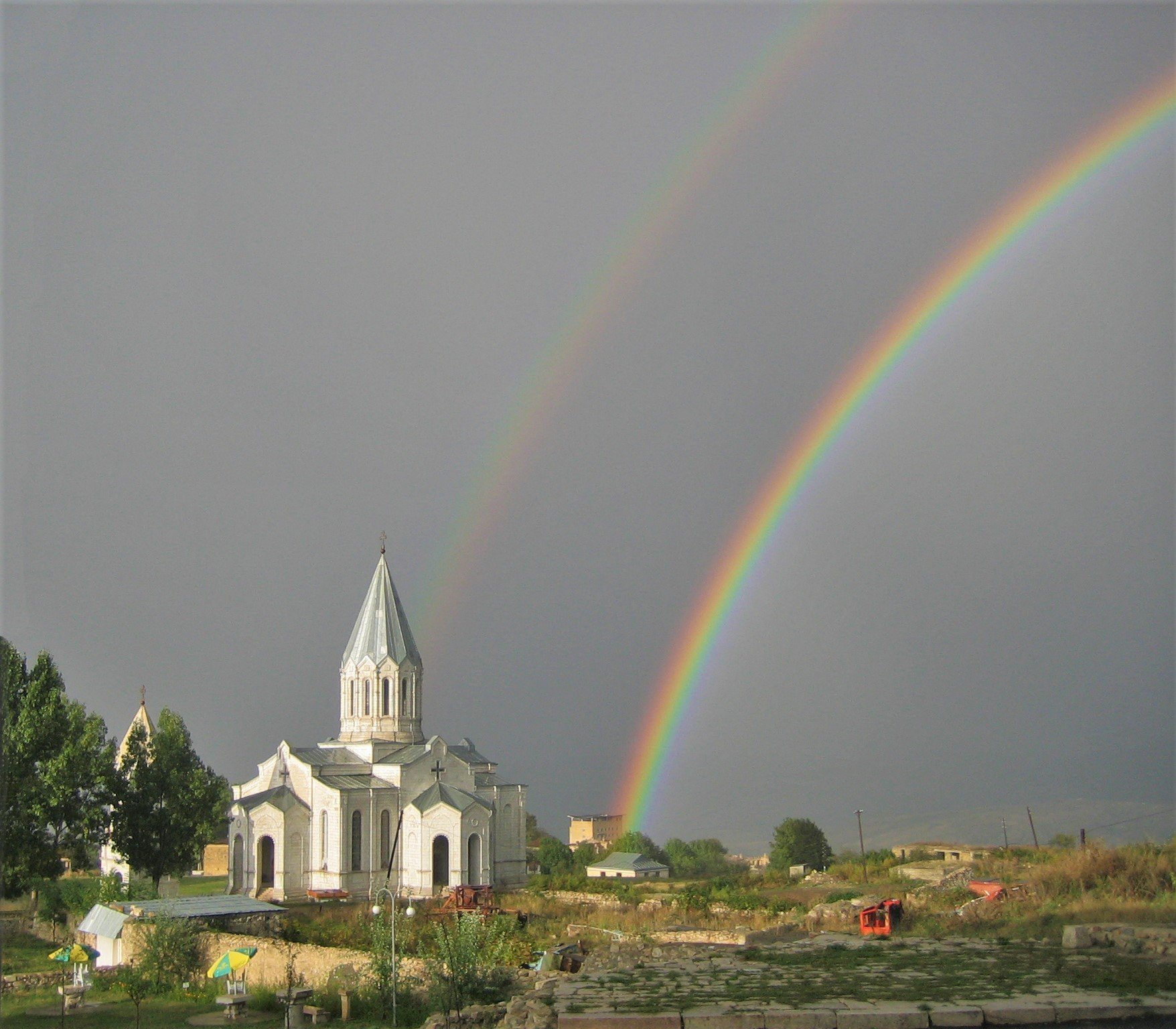
聖救主主教座堂，1888年開放

舒沙不再是汗國首都，1822年卡拉巴赫汗國解體，此後舒沙成為卡拉巴赫省首府（1822年–1840年），然後成為伊莉莎白波爾省卡拉巴赫區（uyezd）首府（1840年–1923年）。舒沙持續發展，並迎來幾波以亞美尼亞人為主的移民。他們是周遭高地的大多數。
從1830年代開始，該鎮分為兩部分：講突厥語的穆斯林居住在東部下區，而亞美尼亞基督徒則定居在該鎮相對較新的西部上區。該鎮的穆斯林部分分為十七區。每個區都有自己的清真寺、土耳其浴、泉水，還有一個區代表，他們將在長老（aksakals）中選出，並充當類似今天自治市的首長。該鎮的亞美尼亞部分分為十二區，共有5座教堂，有鎮和地區學校以及女子神學院。
該鎮的人口主要從事貿易、馬匹飼養、地毯編織以及葡萄酒和伏特加酒的生產。舒沙也是高加索地區最大的絲綢生產中心。該鎮和卡拉巴赫的大多數穆斯林人口一般都從事羊和馬的飼養，因此過著半游牧的生活方式，冬天在卡拉巴赫低地的越冬牧場度過，春夏在舒沙的夏牧場和其他山區度過。
在19世紀，舒沙是高加索其中一個最大的城市，比起巴庫和葉里溫更大更繁榮。它位處商隊貿易道路網的中心，有10個商隊驛站。它以絲綢貿易、鋪好的道路、色彩鮮豔的地毯、大石屋和良種馬而聞名。1824年，阿爾伯馬爾伯爵喬治·凱佩爾（George Keppel）路過這座城市。他在鎮上找到了兩千間房屋，四分之三的居民是阿塞拜疆人，四分之一是亞美尼亞人。關於該鎮，他還指出：
（……）該語言是土耳其語的方言； 但它的居民，除了亞美尼亞人，一般都讀寫波斯語。貿易主要由亞美尼亞人在舍基、納希切萬、霍伊和大不里士等城鎮之間進行。

### 20世紀初

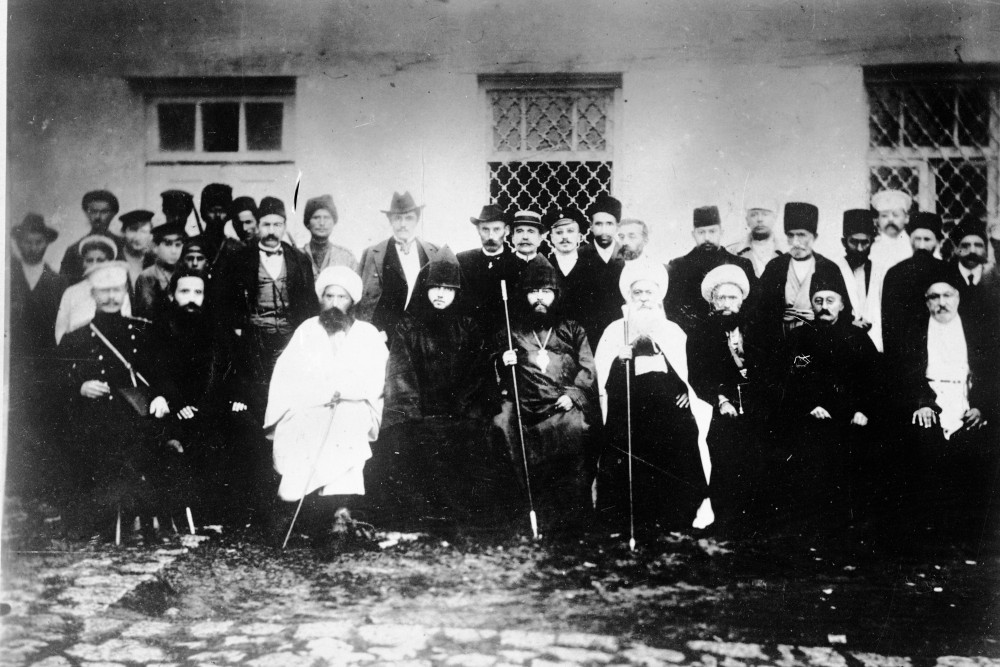
1906年卡拉巴赫和解委員會的照片，包括了亞美尼亞與阿塞拜疆社群的宗教領袖與長老

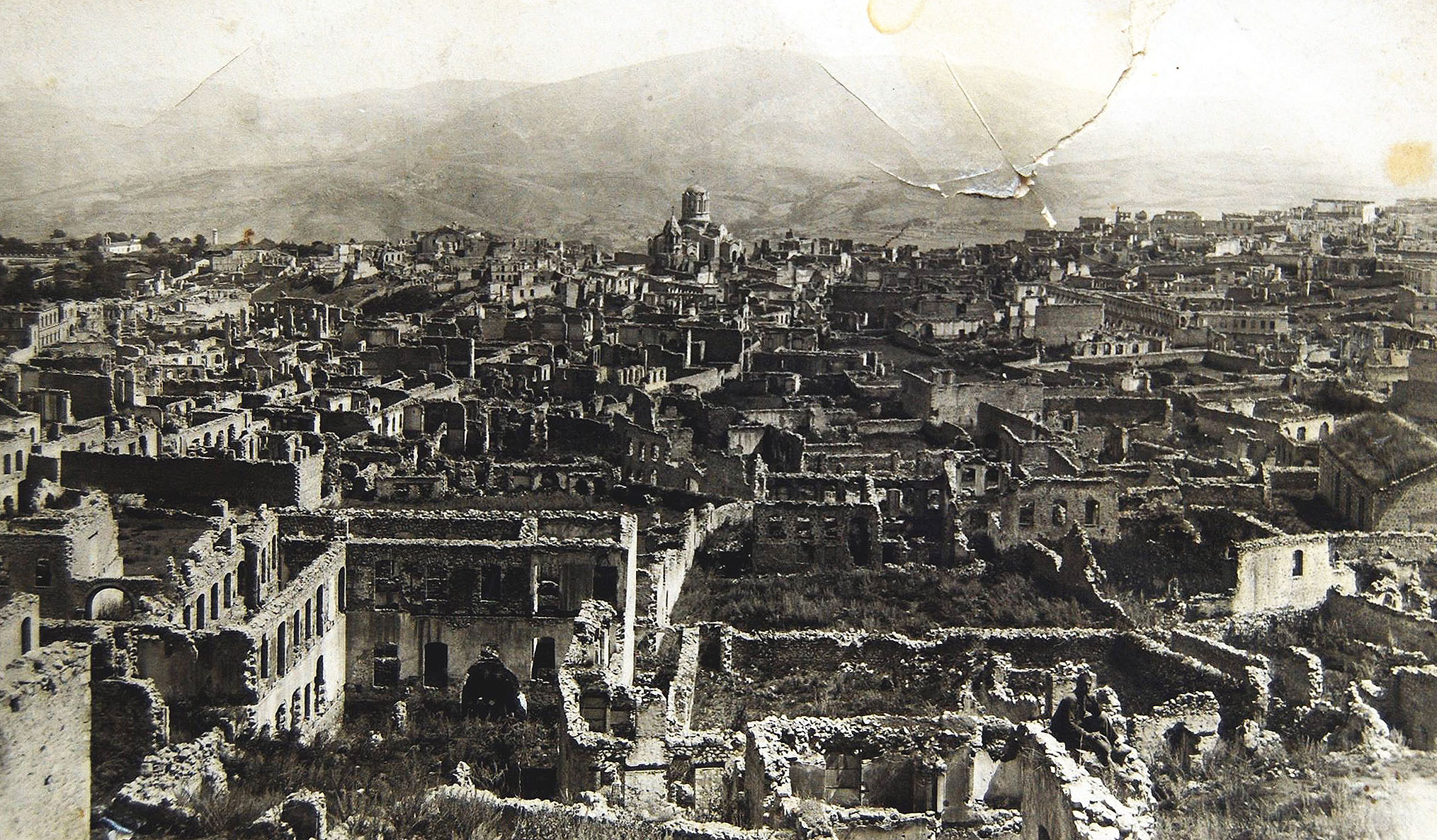
亞美尼亞人那一半的舒沙城區於1920年被阿塞拜疆軍隊摧毀，背景有被褻瀆的聖救主和阿古萊索斯教堂

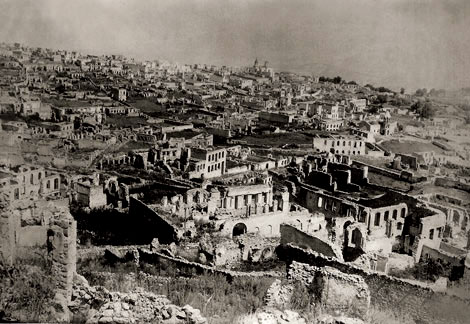
舒沙大屠殺後舒沙亞美尼亞居民區的廢墟，背景有施洗者聖約翰教堂

20世紀的開始伴隨著第一次遍及阿塞拜疆的亞美尼亞-韃靼衝突。這現象有兩個成因。首先，當地穆斯林和因為俄國重置政策而人數不斷增加的亞美尼亞人，關係緊張而導致。其次，到了20世紀初，高加索的人民類似其他俄國境內不同的族群，開始尋求文化自主和地方自治。俄羅斯內部的政治不穩定，尤其在1905年革命和1917年革命，導致這些社會運動帶有民族解放運動的特徵。
最初的亞美尼亞阿塞拜疆衝突發生於1905年2月巴庫。後來，衝突蔓延到高加索其他地方，而在1905年8月5日，舒沙發生第一場亞美尼亞人與阿塞拜疆族居民的衝突。相互廝殺造成上百人死亡，超過200間房屋焚毀。
在第一次世界大戰導致俄羅斯帝國垮台之後，阿塞拜疆宣稱卡拉巴赫是阿塞拜疆民主共和國一部分，這在旁邊的亞美尼亞以及在卡拉巴赫的亞美尼亞人有著強烈質疑，他們又宣稱卡拉巴赫是亞美尼亞民主共和國一部分。在鄂圖曼帝國於一戰戰敗後，亞美尼亞軍在安德拉尼克·奧扎尼安領導下於阿卜杜拉爾（今拉欽）打敗霍斯洛夫·貝伊·蘇丹諾夫率領的阿塞拜疆軍，並開始沿著拉欽走廊前往舒沙。在安德拉尼克到達的前一刻，威廉·湯姆森將軍所派出的英軍要求他撤離，恐怕亞美尼亞軍事行動對當地局勢有不利影響，當地狀態要留待巴黎和會決定。信任湯姆森，安德拉尼克離開，英軍佔據了卡拉巴赫。英國指揮部暫時確認蘇丹諾夫（由阿塞拜疆政府任命）為卡拉巴赫和贊格祖爾的總督，等待巴黎和會做出最終決定。
民族衝突開始在區域爆發。1919年6月5日，600名居住在舒沙附近村落的亞美尼亞人被阿塞拜疆族和庫爾德族非正規人員屠殺。蘇丹諾夫指這些人不受他操控。1919年8月，卡拉巴赫國民議會被迫與阿塞拜疆政府簽訂臨時條約協議，承認阿塞拜疆政府的權威，直至巴黎和會解決卡拉巴赫山區問題。 儘管簽署了協議，但阿塞拜疆政府不斷違反條約條款，而蘇丹諾夫對他們採取了嚴厲的措施，如恐怖統治、封鎖和飢荒。蘇丹諾夫在該地區集結軍隊，並於1920年2月19日向亞美尼亞人發出最後通牒，要求他們接受與阿塞拜疆的無條件統一，然後屠殺了包括漢肯德在內的幾個亞美尼亞族村莊的居民。小數卡拉巴赫國民議會代表齊集卡舒沙接受蘇丹諾夫的要求，但多數代表聚集在Shushikend村表示拒絕最後通牒。衝突以亞美尼亞人起義，阿塞拜疆軍鎮壓告終。1920年3月底，警隊佔一半的亞美尼亞人據英國報導在納吾肉孜節慶祝活動殺光了另一半的阿塞拜疆族。這次亞美尼亞人的奇襲是由亞美尼亞共和國軍隊組織和協調的。阿塞拜疆對這次突襲的憤怒最終導致了1920年3月的亞美尼亞人大屠殺和驅逐，當中500名至2萬名亞美尼亞人被殺，其他的被迫逃離，而亞美尼亞人那一半的城區就此毀於一旦。
根據阿塞拜疆共產主義者奧賈庫利·穆薩耶夫所述：
……對於手無寸鐵男女老幼的殘暴破壞開始了。亞美尼亞人遭到大規模殺戮。……亞美尼亞妙齡少女被先姦後殺。……命令出自……霍斯羅夫-貝格·蘇丹諾夫；大屠殺持續超過六天。亞美尼亞居民區的房屋已被局部拆除、掠奪並全部化為灰燼，所有人帶領婦女任由穆沙瓦特黨的劊子手處置。在這些歷史性的巧妙懲罰形式期間，霍斯羅夫-貝格·蘇丹諾夫，向穆斯林說甚麼聖戰，並號召他們最終了結舒沙市內的亞美尼亞人，女人小孩等等也不放過。
娜杰日达·曼德尔施塔姆在寫1920年代的舒沙時寫道：「在這個以前當然很健康、設施齊全的小鎮上，災難和屠殺的畫面非常生動。……他們說大屠殺之後所有的井裡都滿是屍體。……我們在山上的街道上沒有看到任何人。只有在下區——市場廣場上，有很多人，但其中沒有一個亞美尼亞人；都是穆斯林」。

### 蘇聯時期

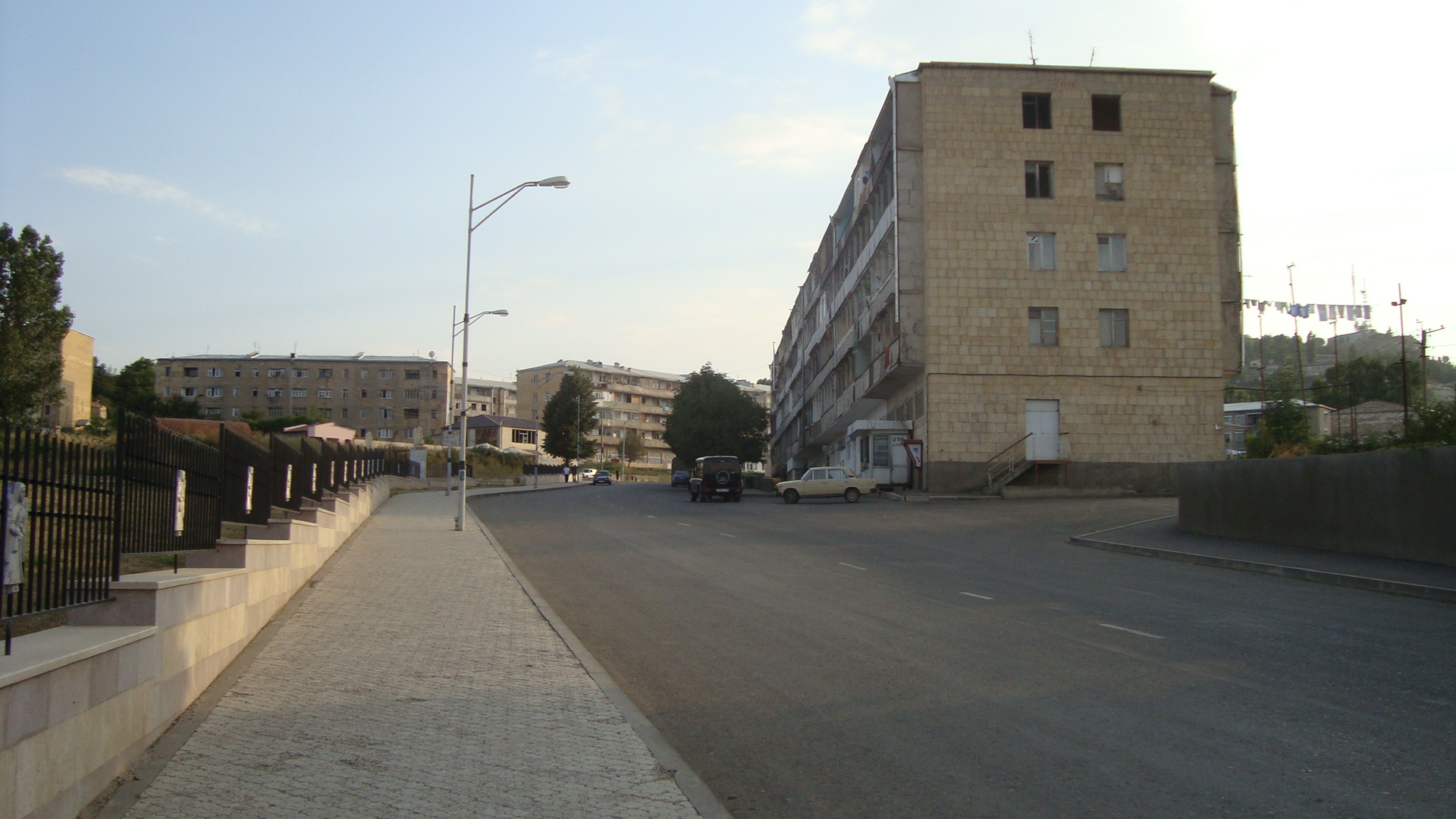
市鎮街景

1920年，布爾什維克紅軍第11軍先後入侵阿塞拜疆和亞美尼亞，結束了這兩個國家事實上的國家政府。此後，控制卡拉巴赫的衝突進入外交領域。為得到亞美尼亞群眾支持基礎，布爾什維克承諾以優待亞美尼亞的形式解決領土爭議，包括卡拉巴赫。不過，在1921年7月5日，俄共（布）高加索局對於卡拉巴赫前途問題作出以下決議：「從穆斯林和亞美尼亞人之間的國家和平以及上（山區）和下卡拉巴赫之間的經濟聯繫的必要性出發，由於其與阿塞拜疆的永久聯繫，山區的卡拉巴赫將留在阿塞拜疆蘇維埃社會主義共和國內，獲得廣泛的區域自治，並在舒沙設置行政中心，納為自治區。」因此，1923年在阿塞拜疆蘇維埃社會主義共和國內建立了山區卡拉巴赫自治區。幾年後，以亞美尼亞共產黨領導人邵武勉命名的斯捷潘納克特成為納戈爾諾－卡拉巴赫自治州的新首府，並很快成為自治州最大的鎮。

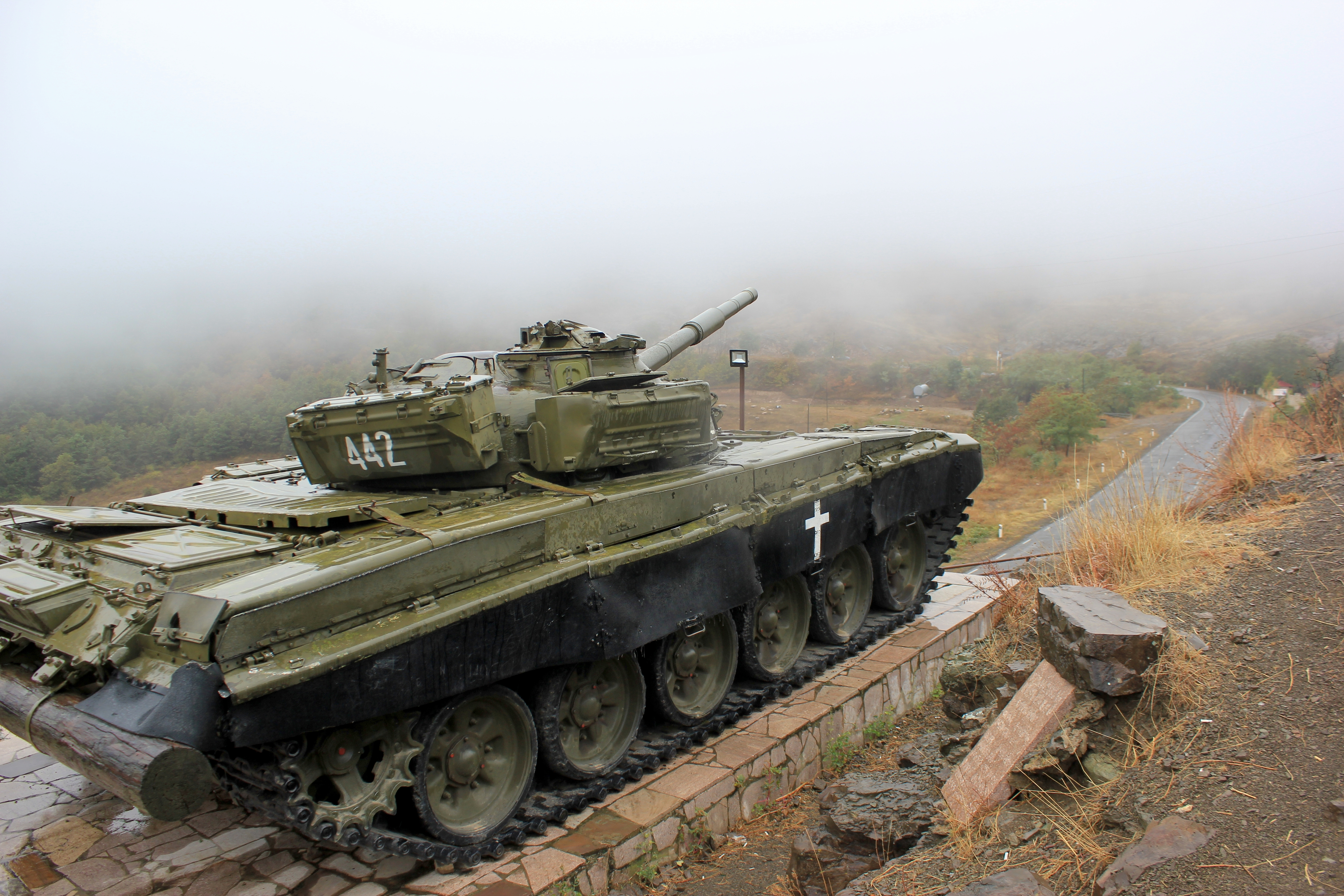
一輛T-72坦克作為紀念亞美尼亞軍隊俘獲舒沙的紀念碑

這個親阿塞拜疆的決定歸功於斯大林，他知道將有爭議的、當時亞美尼亞人佔多數的地區納入阿塞拜疆境內，將確保莫斯科作為政治掮客的地位。
該鎮一直處於半毀狀態，直到1960年代，由於其休憩用途的潛力，該鎮開始逐漸復興。1977年建立舒沙國家歷史建築保護區，該鎮成為前蘇聯主要的度假小鎮之一。
亞美尼亞居民區一直是廢墟，直到1960年代初。1961年，巴庫的共產黨領導層終於通過了清理大部分廢墟的決定，儘管許多舊建築仍然可以翻新。三座亞美尼亞教堂和一座俄羅斯教堂被拆除，該鎮的亞美尼亞部分建起了典型的赫魯曉夫時代的樸素建築。

### 納戈爾諾-卡拉巴赫衝突
1992年亚美尼亚部队在纳戈尔诺-卡拉巴赫战争期间攻占舒沙后，舒沙的人口再次急剧减少，它又完全变成了亚美尼亚人的城市。
1992年5月至2020年11月期间，舒沙由阿尔察赫共和国实际控制，同時舒沙還是舒沙區的首府。2020年11月8日，在2020年纳戈尔诺-卡拉巴赫战争期间，阿塞拜疆部队经过三天的战斗佔領了舒沙。

## 文化

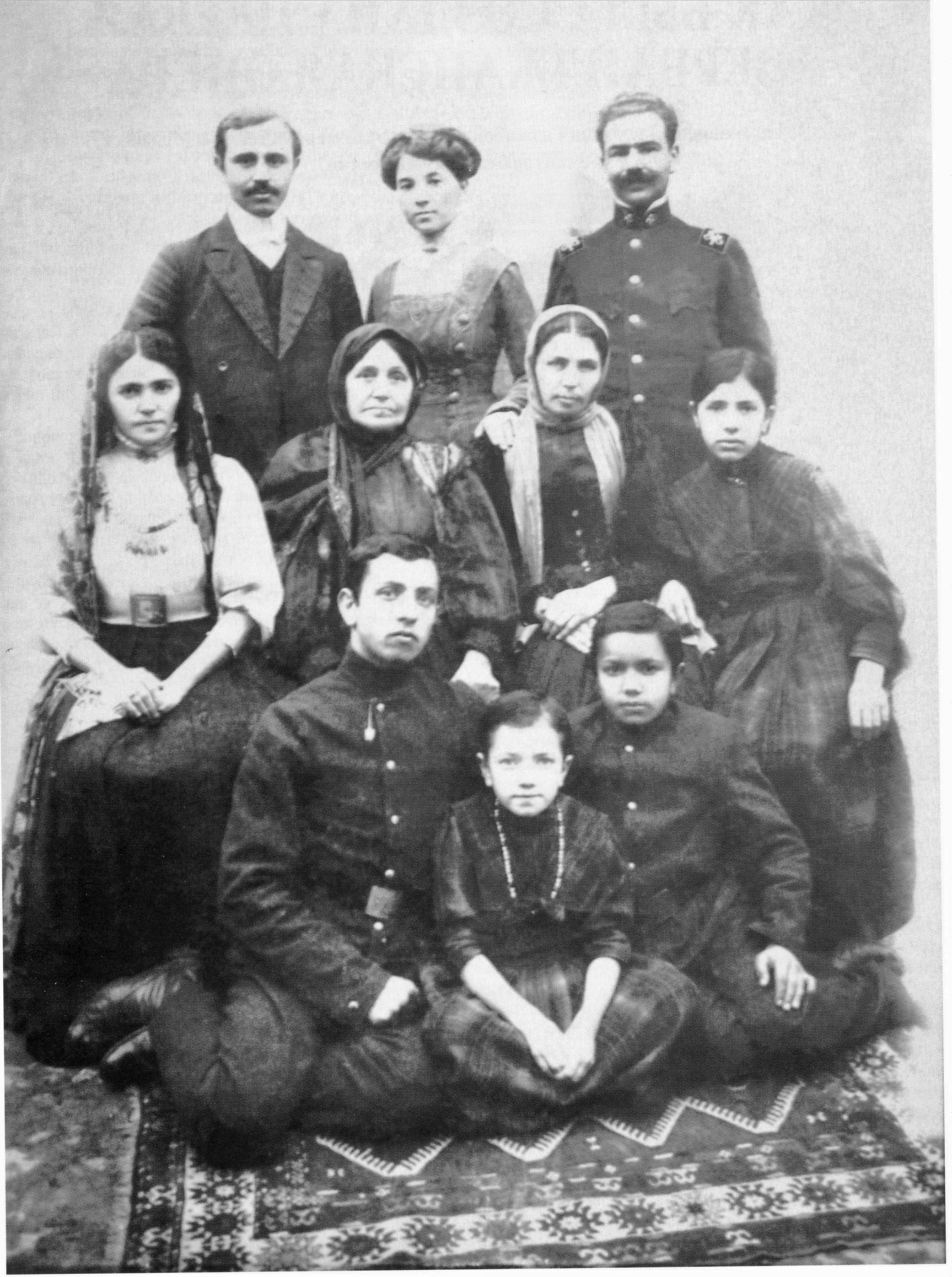
阿塞拜疆作曲家于澤爾·哈策貝育夫（左上角）和他的家人，攝於1915年的舒沙

舒沙擁有亞美尼亞人和阿塞拜疆人的文化遺產，而附近地區也有許多古老的亞美尼亞人村落。
舒沙通常被看作阿塞拜疆詩樂的搖籃，是阿塞拜疆文化的領頭中心，在2021年1月宣佈為阿塞拜疆文化首都。該鎮尤其知名於它傳統的阿塞拜疆音樂風格，稱為「木卡姆」（mugham）。對於阿塞拜疆人來說，舒沙是「高加索的音樂學院 」。库尔希德巴努·纳塔万，阿塞拜疆最著名女詩人，作曲家于澤爾·哈策貝育夫，歌劇歌手布尔布尔以及阿塞拜疆第一批二十世界作家的其中一位，尤西夫·瓦齐尔·查曼扎敏利，都是在這裡出生。莫拉·帕纳·瓦吉夫，偉大的阿塞拜疆詩人兼卡拉巴赫汗國維齊爾，生於和死於舒沙。自1982年起，舒沙每年都會舉行瓦吉夫詩詞日。這個傳統於1991年阿塞拜疆人被亞美尼亞人趕走後一度中斷，直到阿塞拜疆重奪舒沙後的2021年復辦。
舒沙同樣是歷史上亞美尼亞的宗教與文化中心。鎮內亞美尼亞人口歷年來有四座主要教堂，每座教堂的名稱根據著各個亞美尼亞居民的來源地而定：卡贊切措茨教堂（名出納希切萬卡贊（Qazançı）；正式名稱是圣救主主教座堂）、阿古萊索斯聖母教堂（名出納希切萬阿古利斯（Agulis））、梅格列索茨聖母教堂（名出梅格里），以及施洗者聖約翰教堂（Gharabakhtsots；名出卡拉巴赫地區；更多被稱為「Kanach Zham」，卡纳奇）。舒沙還有一個修道院建築群稱為Kusanats Vank（「處女修道院」）或Anapat Kusanats（「處女隱居處」）。1989年，圣救主主教座堂成為亞美尼亞使徒教會新成立的阿爾察赫教區的主教座堂。

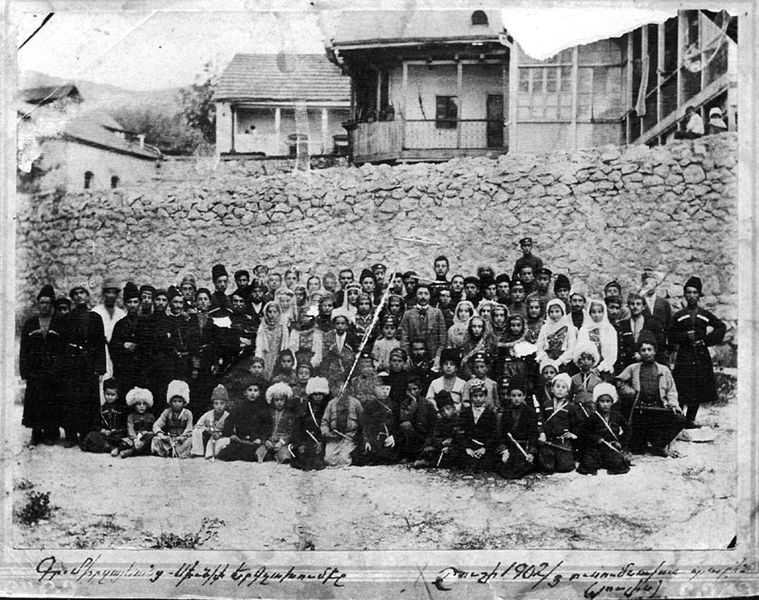
亞美尼亞作曲家格里科·蘇尼和他的合唱團，於1902年攝於舒沙

舒沙在亞美尼亞音樂史上佔有重要地位，是亞美尼亞作曲家格里科·蘇尼（Grikor Suni）及其合唱團的故鄉和總部。蘇尼是確立亞美尼亞音樂民族認同的重要人物，被認為是現代亞美尼亞音樂的創始人之一。此外，1891年開業的Khandamirian劇院又稱作舒沙劇院因其對亞美尼亞文化藝術，尤其是音樂的重要貢獻而聞名於地區。蘇尼在舒沙劇院進行了他首次的演出。到了1902年，蘇尼在舒沙組織了他的東方文化樂團並進行第一場大型演唱會。這使他們招惹到俄羅斯當局，令樂團不得不離開舒沙，在全世界傳播亞美尼亞文化音樂。舒沙也是著名亞美尼亞歌手、舞蹈員兼亞美尼亞蘇維埃社會主義共和國人民藝術家阿列夫·巴格達薩里亞的故鄉。
舒沙又以東方地毯，南高加索的鋪地織物而聞名。來自高加索的那些可能是在舒沙附近編織的。類似的東安納托利亞類型通常顯示不同的顏色範圍。
阿塞拜疆重奪舒沙後，2020年11月，突厥歌唱大賽主辦方表明在尋找在舒沙舉辦2021年賽事的可能性，雖然最終沒有成事。而在2021年1月，阿塞拜疆文化部開始了布尔布尔節和瓦吉夫詩詞日的籌備活動。

### 博物館
蘇聯時期，舒沙擁有的博物館包括舒沙歷史博物館、阿塞拜疆作曲家于澤爾·哈策貝育夫故居博物館、阿塞拜疆歌手布尔布尔故居博物館，以及舒沙地毯博物館。就在1991年，第一次納戈爾諾-卡拉巴赫戰爭爆發前，舒沙建立了阿塞拜疆卡拉巴赫國家歷史博物館。
當該鎮被亞美尼亞人控制，一些博物館在那裡經營：國家美術博物館、G. A. Gabrielyants國家地質博物館、舒沙歷史博物館、舒沙地毯博物館和舒沙藝術博物館。
舒沙歷史博物館是在歷史街區的中心，一座19世紀的大宅。它有一系列展品反映舒沙的古今。博物館的藏品包含許多民族志素材，包括當地大師的商品。該博物館包含家庭用品、照片和複製品，展示了19世紀舒沙居民的生活。還有一些區域專門介紹1920年舒沙大屠殺和1992年亞美尼亞軍隊攻佔舒沙。G. A. Gabrielyants國家地質博物館於2014年在舒沙開放，在塔扎·瑪哈拉清真寺的建築中。它由亞美尼亞地質學家Grigori Gabrielyants創立，故名。它有480塊來自世界47個國家的礦石和化石樣本。
2020年阿塞拜疆重奪舒沙後，除了舒沙地毯博物館的地毯被移走，舒沙各博物館的館藏沒有被帶走而留在鎮內。
2021年8月，高加索遺產觀察（Caucasus Heritage Watch，由一群來自普渡大學和康奈爾大學的研究員建立的監察組織）公佈衛星圖片顯示，在4月10日至6月5日之間，51個在美術博物館公園的雕塑被移走，而且整個區域被清空。組織在Facebook發文表示：「CHW關注這些藝術品的狀況，這些藝術品是該博物館的財產。CHW要求阿塞拜疆當局披露被沒收雕塑的位置和開放公眾參觀的計劃。」

## 人口
根據第一份俄羅斯進行的當地人口普查，在1823年，舒沙共有1111個（72.5%）穆斯林家庭以及421個（27.5%）亞美尼亞人家庭。七年後，根據1830年的數據，舒沙的穆斯林家庭數目下降到963個（55.8%）而亞美尼亞人家庭數目上升至762個（44.2%）。
阿爾伯馬爾伯爵喬治·凱佩爾（George Keppel），在從印度返回英國期間從波斯來到了卡拉巴赫。他寫道「Sheesha（舒沙）具有兩千間房子：三部分的居民是韃靼人，餘下就是亞美尼亞人」。

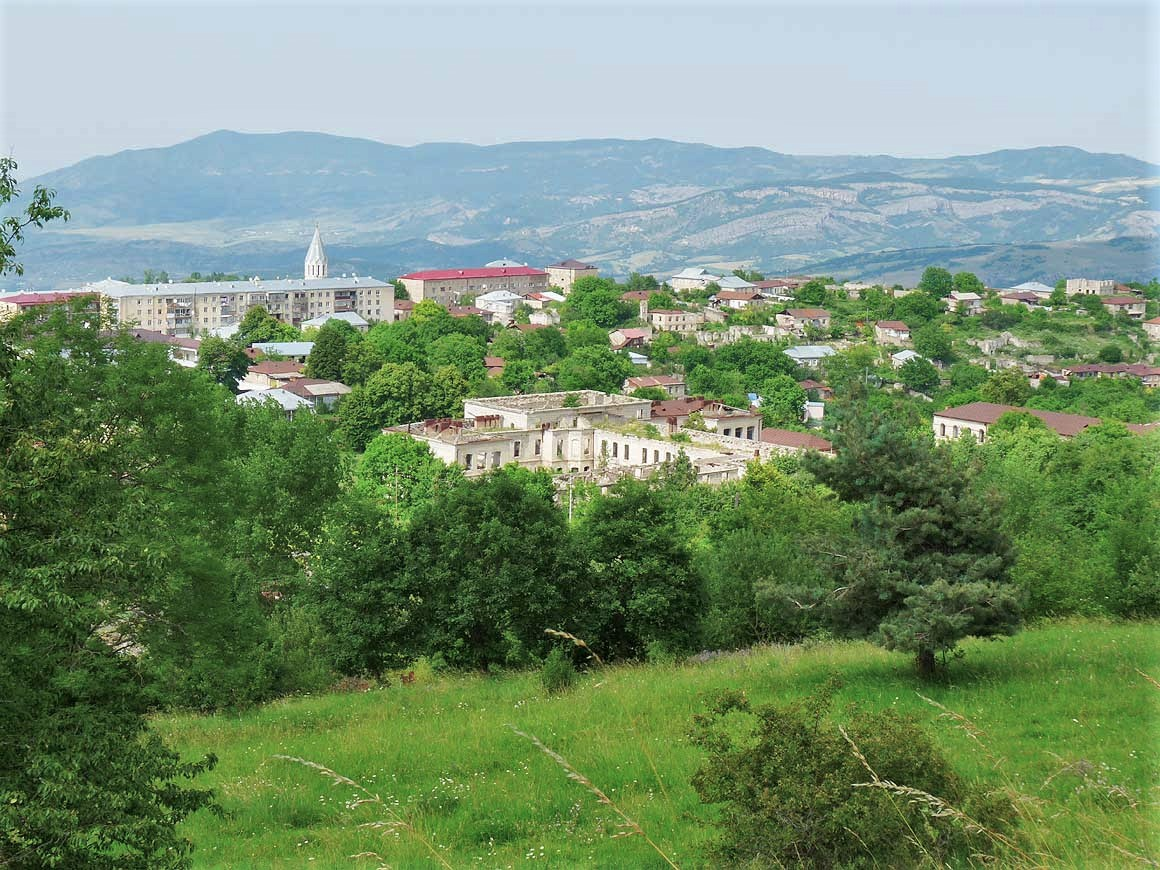
2015年的舒沙

1823年俄羅斯帝國當局的人口調查顯示所有卡拉巴赫的亞美尼亞人都集中居住在高地，即五個傳統亞美尼亞親王國的所在地，並形成當地人口的絕對多數。這份260多頁的調查記錄了這五個區有57個亞美尼亞村莊和7個韃靼村莊。
19世紀都為地區的民族構成帶來了變化。隨著波斯入侵，幾場俄羅斯－波斯戰爭以及卡拉巴赫汗國併入俄國，有許多穆斯林家庭移民到伊朗，相反有許多亞美尼亞人遷入了舒沙。
1851年，舒沙人口為15 194人，1886年為30 000人，並於1910年為39 413人。
到1880年代末，居住在舒沙地區（早期卡拉巴赫省的一部分）的穆斯林人口比例進一步下降，僅佔41.5%，而居住在同一地區的亞美尼亞人口比例於1886年增加到58.2%。
到19世紀下半葉，舒沙已成為卡拉巴赫地區最大的城鎮。然而，在1920年針對亞美尼亞人的大屠殺引致的城鎮燒毀、外遷以及其相對於埃里溫和巴庫等其他地區城市的經濟重要性下降之後，舒沙淪為一個約有10 000人的省級小城鎮。之後它的人口逐年遞減，到了1926年只剩下5 104人。亞美尼亞人直到第二次世界大戰以後才開始回流。到了1960年代亞美尼亞居民區才開始重建。
根據最後一次人口調查，在1989年，舒沙鎮人口為17 000人而舒沙區人口為23 000人。91.7%的舒沙區人口以及98%的舒沙鎮人口是阿塞拜疆人。
在1992年亞美尼亞軍奪得舒沙後，鎮內15 000阿塞拜疆族人口被殺或驅逐。2020年納戈爾諾-卡拉巴赫戰爭之前，人口為超過4 000亞美尼亞人，主要是來自巴庫 ，以及卡拉巴赫其他地方和阿塞拜疆的亞美尼亞族難民。受到第一次戰爭影響，今天沒有阿塞拜疆人居住在舒沙，而阿塞拜疆當局打算重新安置在第一次戰爭遷出舒沙的阿塞拜疆人。2020年納戈爾諾-卡拉巴赫戰爭期間，在阿塞拜疆軍重奪該市之前，舒沙的亞美尼亞人都逃離了。

## 經濟和旅遊業

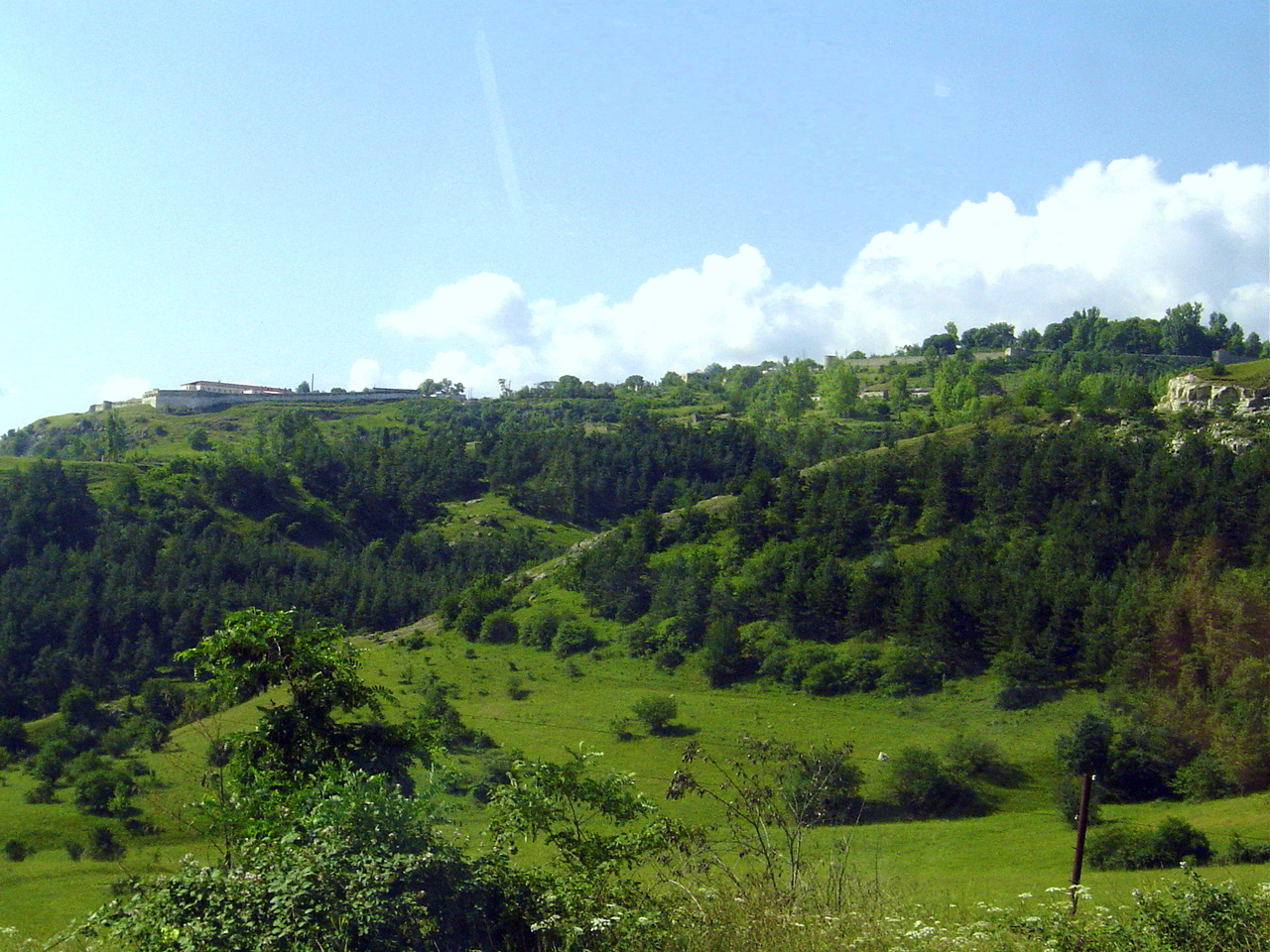
從靠近城鎮的道路上看到的舒沙

當該鎮在亞美尼亞人的控制之下，舒沙復興基金——ArmeniaFund——以及阿爾察赫共和國政府正在努力振興該市的經濟。對旅遊業的投資促成了Shushi Hotel、Avan Shushi Plaza Hotel和Shushi Grand Hotel的開業。還開設了一個旅遊信息辦公室，這是阿爾察赫共和國的第一個。剩下兩座亞美尼亞教堂（聖救主主教座堂和施洗者聖約翰教堂）得到翻新，學校、博物館，以及Naregatsi艺术学院（Naregatsi Art Institute）都開辦了。
奪回該鎮後，阿塞拜疆當局翻新並開辦了Khari Bulbul酒店和Karabakh酒店。2021年8月，阿塞拜疆總統伊利哈姆·阿利耶夫為舒沙酒店及會議中心奠基。

## 姊妹城市
- 匈牙利珍珠市[143]
- 土耳其開塞利[144]